# Agnar Cederberg
Agnar Gustaf Cederberg, född 25 september 1901 i Arvidsjaurs församling i Norrbottens län, död 1 juni 1977 i Karlskrona stadsförsamling i Blekinge län, var en svensk jurist.
Agnar Cederberg, som var son till jägmästaren Sven Cederberg och Ester Dixelius, läste juridik efter studentexamen i Luleå 1920. Han blev juris kandidat vid Uppsala universitet 1927 och hade 1927–1930 sin tingsmeritering, dels i Ångermanlands södra domsaga och dels i Torneå domsaga. Han blev extra länsbokhållare i Västernorrlands län 1930, förste länsbokhållare i Västerbottens län 1938 och taxeringsintendent där 1944. Som lärare verkade han vid navigationsskolan i Härnösand, där han undervisade i författningskunskap 1932–1938. Cederberg var landskamrerare i Blekinge län 1957–1967.
Cederberg var ledamot och sekreterare värnpliktslånenämnden i Västerbottens län 1940–1947 och ordförande i  allmänna lokala värderingsnämnden där 1951–1957. Han var ledamot av länsskolnämnden i Blekinge län från 1958 och styrelseledamot i Riksbankens avdelningskontor i Karlskrona från 1959. Han var kommendör av Nordstjärneorden (KNO) och riddare av Vasaorden (RVO).
Han gifte sig 1940 med juris kandidat Ingrid Svensson, född 1911 och död 2005, dotter till posttjänstemannen Algot Svensson och Ester Lundgren. De fick en son och två döttrar. Yngsta dottern gifte sig med Lars Grundberg och blev mor till diplomaten Hans Grundberg och journalisten Karin Grundberg Wolodarski.